# ميخائيل وايزمان
ميخائيل وايزمان (بالإنجليزية: Michael Wiseman)‏ هو ممثل أمريكي، ولد في 12 أبريل 1967 في الولايات المتحدة.

## أعمال

### أفلام
- (2006) الرجل الغصن[4]

## وصلات خارجية
- ميخائيل وايزمان على موقع IMDb (الإنجليزية)
- ميخائيل وايزمان على موقع قاعدة بيانات الفيلم (الإنجليزية)